# Dráha národního parku

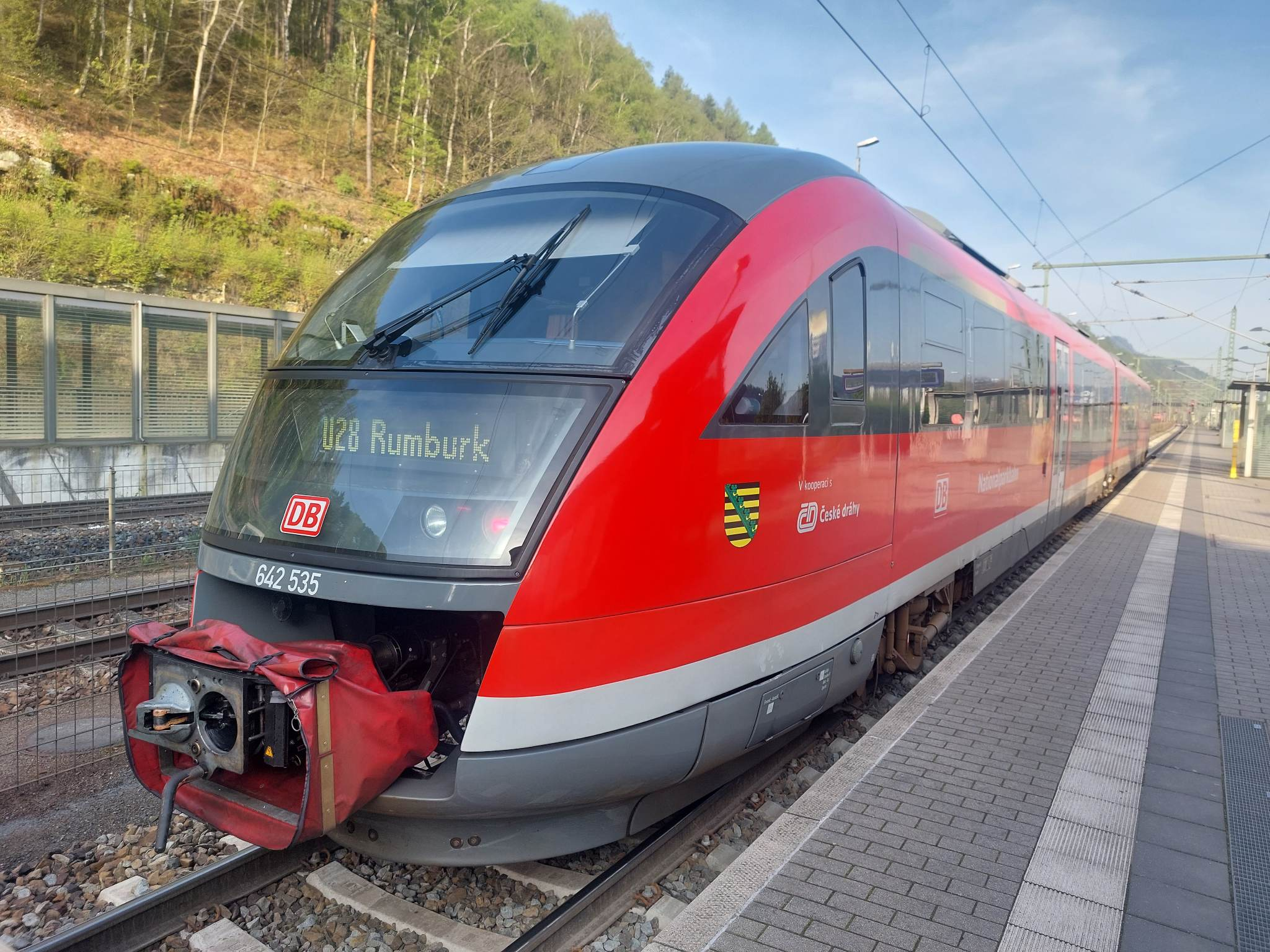
Jednotka 642 určená pro provoz na Dráze národního parku

Dráha národního parku (něm. Nationalparkbahn) je železniční okruh vedoucí kolem národních parků České Švýcarsko a Saské Švýcarsko. Okruh tvoří železniční linky U8 a U28, doplňuje ho turistická linka T2.
Provoz je zajišťován v kooperaci Českých drah v Ústeckém kraji a DB Regio ve spolkovém státě Sasko. Linka je v jízdním řádu vedena pod označením U28 v Česku a RB28 v Německu.
Kooperace spočívá v poskytnutí vozového parku německou stranou a provozního personálu (strojvedoucí a vlakvedoucí) českou stranou dohody. Linka je vedena na trase Rumburk – Šluknov – Mikulášovice dolní nádraží – Dolní Poustevna – Sebnitz – Bad Schandau – Schöna – Dolní Žleb – Děčín hlavní nádraží. Slavnostní znovuotevření tratě[které?] proběhlo 4. července 2014.[zdroj?]